# Liste des comtes de Holstein

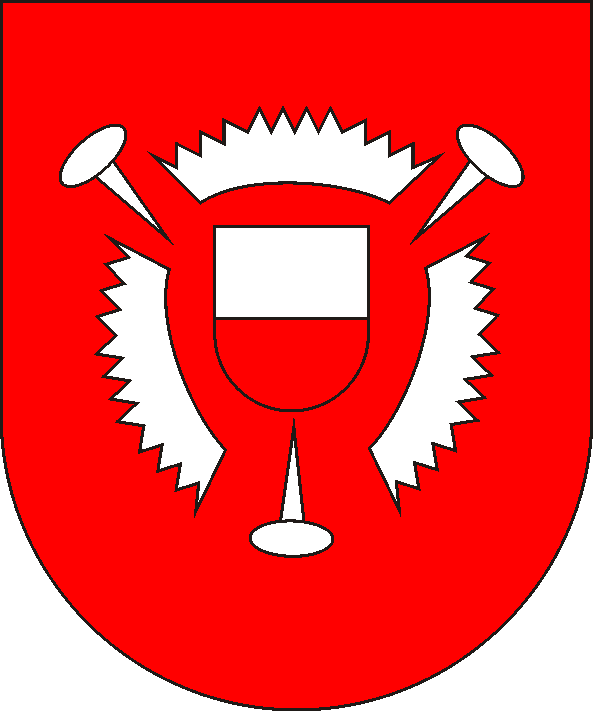
Armoiries des comtes du Holstein

Cet article présente la liste des comtes du Holstein, un territoire actuellement situé dans le Nord de l'Allemagne.

## Histoire
En 1110, le Holstein fut créé par Lothaire de Supplinbourg en comté du Saint-Empire romain germanique au profit d’Adolphe Ier de Schauenbourg. Le comte Adolphe IV met définitivement fin aux ambitions danoises dans le nord de l’Allemagne en écrasant l’armée du roi Valdemar II de Danemark le 22 juillet 1227 à la bataille de Bornhöved.
Bien que comté soit morcelé par les héritiers d’Adolphe IV, les différents comtes de Holstein jouent un rôle important dans les affaires du Danemark du fait des nombreux liens familiaux tissés avec la famille royale.
Après la déposition du roi Christophe II de Danemark, Gérard III de Holstein-Rendsbourg fut de 1332 à 1340 avec le titre d'Administrateur du Royaume le véritable maître du royaume de Danemark avant d’être assassiné.
Son petit-fils Gérard VI de Holstein, héritier de Kiel obtient en fief du Danemark en 1386 le Duché de Schleswig. Sa fille Hedwige (morte en 1436) seule héritière de sa famille avait épousé en secondes noces en 1423 le comte Thierry d'Oldenbourg  (mort en 1440) et donné naissance au futur roi Christian Ier de Danemark. Ce dernier fait ériger en 1474 le Holstein en Duché par l’Empereur Frédéric III du Saint-Empire en stipulant que le Holstein ne serait jamais réuni au Danemark.
La branche aînée dite des comtes de Schauenbourg perdure jusqu’en 1640.

## Comtes de Holstein
- 1110-1131 : Adolphe Ier de Schauenbourg ;
- 1131-1164 : Adolphe II de Holstein ;
- 1164-1225 : Adolphe III de Holstein ;
  - 1202-1227 : Albert Ier de Weimar-Orlamünde, en opposition ;
- 1225-1238 : Adolphe IV de Holstein mort en 1261 ;

## Comtes de Holstein-Kiel
- 1238-1263 Jean Ier fils d'Adolphe IV
- 1263-1316 Jean II Le Borgne mort en 1321
- 1263-1308 Adolphe V  à Segeberg en 1273

## Comtes de Holstein-Itzehoe
- 1238-1290 Gérard Ier fils aîné d'Adolphe IV

## Comtes de Holstein-Plön
- 1290-1312 : Gérard II   fils aîné de Gérard Ier
- 1312-1323 : Gérard IV
- 1323-1350 : Gérard V
- 1350-1359 : Jean III de Holstein
- 1359-1390 : Adolphe IX ou VII

## Comtes de Holstein-Rendsbourg
- 1290-1304 : Henri Ier  fils de Gérard Ier
- 1304-1340 : Gérard III Le Grand, reçoit Kiel en 1321
- 1340-1382 : Henri II de Fer
- 1340-1397 : Nicolas de Holstein-Rendsbourg

### Comtes de Holstein & ducs de Schleswig
- 1382-1404 : Gérard VI de Holstein hérite de Kiel/Plön en 1390 et reçoit en fief du Danemark le Duché de Schleswig en 1386
  - 1384-1386 : Nicolas de Holstein-Rendsbourg son oncle
- 1397-1403 : Albert II de Holstein-Segeberg
- 1404-1421 : Henri III évêque d’Osnabrück (1402-1410), régent ;
- 1404-1427 : Henri IV, comte de Holstein et duc de Schleswig
- 1427-1459 : Adolphe XI ou VIII de Holstein, comte de Holstein et duc de Schleswig
- 1427-1433 : Gérard VII, comte de Holstein et duc de Schleswig associé

## Comtes de Schaumbourg-Pinneberg
- 1290-1312 : Adolphe VI fils de Gérard Ier de Holstein-Itzehoe
- 1315-1353 : Adolphe VII
- 1353-1370 : Adolphe VIII
- 1370-1404 : Otto Ier
- 1404-1426 : Adolphe X, son fils
- 1426-1464 : Otto II, son fils
- 1464-1474 : Adolphe XII, son fils aîné;
- 1474-1492 : Eric Ier, son frère;
- 1492-1510 : Otto III, son frère;
- 1498-1526 : Antoine, son frère ;
- 1526-1527 : Jean IV,  son frère ;
- 1537-1531 : Jobst Ier, son fils.

### Schauenbourg-Pinneberg
- 1533-1576 : Otto IV fils de Jobst Ier, prétendant à l'évêché de Hildesheim en 1531 mort en 1576
- 1576-1601 : Adolphe XIV son fils
- 1601-1622 : Ernest son demi frère, prince de Schauenbourg en 1619

### Pinneberg
- 1533-1544 : Adolphe XIII, fils de Jobst Ier, archevêque de Cologne (1547-1556) mort en 1556

### Bückeburg
- 1533-1560 Jean V, fils de Jobst Ier

### Gemen
- 1533-1581 : Jobst II, dernier fils de Jobst Ier
- 1581-1597 : Henri V  son fils
- 1597-1635 : Jobst Hermann, son fils, devient prince de Schauenbourg-Pinneberg en 1622
- 1635-1640 : Otto VI, son cousin.